# Voorzitter van de Nationale Vergadering (Bulgarije)
De voorzitter van de Nationale Vergadering van Bulgarije is het hoofd van het eenkamerparlement van Bulgarije. Van 1947 tot 1971 was de voorzitter van het Presidium van de Nationale Vergadering staatshoofd van Bulgarije. De voorzitter wordt gekozen tijdens de eerste vergadering van een nieuw parlement.
Op 14 februari 1879 werd Exarch Antim I de eerste voorzitter van de Nationale Vergadering.

## Lijst van voorzitters van de Nationale Vergadering sinds1945

### Voorzitter
| Persoon               | ambtstermijn | partij |
| --------------------- | ------------ | ------ |
| Vassil Petrov Kolarov | 1946 - 1947  | BRP    |

### Voorzitters van het Presidium (tevens staatshoofden)
| Persoon                                                        | ambtstermijn | partij        |
| -------------------------------------------------------------- | ------------ | ------------- |
| Mincho Kolev Neichev                                           | 1947 - 1950  | BRP; 1948 BKP |
| Georgi Purvanov Damjanov                                       | 1950 - 1958  | BKP           |
| Georgi Koelisjev Goegov + Nikolaj Georgiev Ivanov (waarnemend) | 1958         | — BKP         |
| Dimitur Ganev Vurbanov                                         | 1958 - 1964  | BKP           |
| Georgi Koelisjev Goegov + Nikolaj Georgiev Ivanov (waarnemend) | 1964         | — BKP         |
| Georgi Trajkov Girovski                                        | 1964 - 1971  | BZNS          |

### Voorzitters
| Persoon                         | ambtstermijn | partij |
| ------------------------------- | ------------ | ------ |
| Georgi Trajkov Girovski         | 1971 - 1972  | BZNS   |
| Vladimir Bonev                  | 1972 - 1981  | BKP    |
| Stanko Todorov Georgiev         | 1981 - 1990  | BKP    |
| Nikolaj Todorov Todorov         | 1990 - 1991  |        |
| Stefan Dimitrov Savov           | 1991 - 1992  | SDS    |
| Aleksander Jordanov Aleksandrov | 1992 - 1995  | SDS    |
| Blagovest Khristov Sendov       | 1995 - 1997  | BSP    |
| Jordan Georgiev Sokolov         | 1997 - 2001  | SDS    |
| Ognian Stefanov Gerdjikov       | 2001 - 2005  | NDSV   |
| Borislav Velikov                | 2005         | NDSV   |
| Georgi Georgiev Pirinski        | 2005 - 2009  | BSP    |
| Tsetska Tsatsjeva               | 2009 - 2013  | GERB   |
| Michail Mikov                   | 2013 - 2014  | BSP    |
| Tsetska Tsatsjeva               | 2014 - 2017  | GERB   |
| Dimitar Glavchev                | 2017         | GERB   |
| Tsveta Karayancheva             | 2017 - 2021  | GERB   |
| Iva Miteva                      | 2021         | ITN    |
| Nikola Minchev                  | 2021 - 2022  | PP     |
| Miroslav Ivanov                 | 2022         | PP     |
| Vezhdi Rashidov                 | 2022 - 2023  | GERB   |
| Rosen Zhelyazkov                | sinds 2023   | GERB   |

Afkortingen:
- BRP = Bulgaarse Werkerspartij (communistisch, sinds 1948 BKP)
- BKP = Bulgaarse Communistische Partij (communistisch, in de periode 1948-1990 de partij met een "leidende rol")
- BZNS = Bulgaarse Agrarische Nationale Unie (agrarisch)
- SDS = Verenigd Democratisch Front
- NDSV = Nationale Beweging Simeon II (liberaal)
- BSP = Bulgaarse Socialistische Partij (sociaaldemocratisch)
- GERB = Burgers voor Europese Ontwikkeling van Bulgarije (centrumrechts)
- ITN = Ima Takav Narod (populisme)
- PP = We Gaan Door Met De Verandering (centrum)